# Liga Colombiana de Béisbol Profesional 1982-83
La temporada de la Liga Colombiana de Béisbol Profesional 1982-93 fue la 4° edición de la segunda época de este campeonato disputada del 8 de octubre de 1982 al 29 de enero de 1983. Un total de 5 equipos participaron en la competición. 

## Equipos participantes
| Equipo                  | Fundación | Departamento | Ciudad       | Estadio                   | Capacidad |
| Torices de Cartagena    | 1948      | Bolívar      | Cartagena    | Estadio Once de Noviembre | 12 000    |
| Indios de Cartagena     | 1948      | Bolívar      | Cartagena    | Estadio Once de Noviembre | 12 000    |
| Café Universal          | 1980      | Atlántico    | Barranquilla | Estadio Tomás Arrieta     | 8 000     |
| Cerveza Águila          | 1950      | Atlántico    | Barranquilla | Estadio Tomás Arrieta     | 8 000     |
| Willard de Barranquilla | 1953      | Atlántico    | Barranquilla | Estadio Tomás Arrieta     | 8 000     |

## Temporada regular
Cada equipo disputó un total de 64 juegos
| Pos | Equipo                         | JG | JP | JJ | AVG.  | Dif  |
| --- | ------------------------------ | -- | -- | -- | ----- | ---- |
| 1.  | Café Universal de Barranquilla | 39 | 25 | 64 | 0.641 | ---  |
| 2.  | Torices de Cartagena           | 39 | 25 | 64 | 0.641 | ---  |
| 3.  | Willard de Barranquilla        | 30 | 34 | 64 | 0.469 | 9,0  |
| 4.  | Cerveza Águila de Barranquilla | 29 | 35 | 64 | 0.453 | 10,0 |
| 5.  | Indios de Cartagena            | 23 | 41 | 64 | 0.359 | 16,0 |

|  | Clasificados al pre-play off |
|  | Eliminados.                  |

## Play Off Final
Se disputaron 7 juegos para definir el campeón.
| Pos | Equipo                  | JG | JP | JJ | AVG. | Dif |
| --- | ----------------------- | -- | -- | -- | ---- | --- |
| 1.  | Café Universal          | 4  | 3  | 7  | .571 | --- |
| 2.  | Willard de Barranquilla | 3  | 4  | 7  | .428 | 1   |

|  | Campeón    |
|  | Subcampeón |

| Colombia                              |
| Campeón Café Universal Segundo título |

## Los mejores
| Stat                     | Jugador             | Total |
| ------------------------ | ------------------- | ----- |
| Porcentaje de bateo (BA) | Willam Barnes (CER) | .361  |
| Hits (H)                 | Willam Barnes (CER) | 92    |
| Carrera impulsada (RBI)  | Jim Presley (CAF)   | 66    |
| Carrera anotada (R)      | Erick Bullock (TOR) | 55    |
| Dobles (2B)              | Willam Barnes (CER) | 22    |
| Triples (3B)             | Ron Wotus (CER)     | 5     |
| Home run (HR)            | Gleen Davis (TOR)   | 21    |
| Robo de base (SB)        | Bill Hatcher (CER)  | 23    |

| Stat                 | Jugador                           | Total         |
| -------------------- | --------------------------------- | ------------- |
| Juegos ganados (GAN) | Ed Bonine (TOR)                   | 9W-2L (0.818) |
| Efectividad (ERA)    | Tony Ghelfy (CAI)                 | 2.89          |
| Ponches (SO)         | Ed Bonine (TOR) Tony Ghelfy (CAI) | 97            |